# Ken Ishikawa
Ken Ishikawa (石川 研 Ishikawa Ken?), född 6 februari 1970 i Okinawa prefektur, är en japansk före detta fotbollsspelare.
Ishikawa började sin karriär 1992 i Nagoya Grampus Eight. Med Nagoya Grampus Eight vann han japanska cupen 1995. 1997 flyttade han till Brummell Sendai (Vegalta Sendai). Efter Vegalta Sendai spelade han för Mito HollyHock och JEF United Ichihara. Han avslutade karriären 2003.